# Браун, Сигизмунд фон
Сигизмунд Максимилиан Вернер Густав Магнус фрайхерр фон Браун (нем. Sigismund Maximilian Wernher Gustav Magnus Freiherr von Braun; 14 апреля 1911, Берлин — 13 июля 1998, Бонн) — немецкий дипломат, статс-секретарь Министерства иностранных дел ФРГ (1970—1972). Старший брат инженеров-конструкторов ракетной техники Вернера и Магнуса фон Браунов.

## Биография
Сигизмунд фон Браун родился 14 апреля 1911 года в берлинском районе Целендорф в дворянской семье. Он был старшим сыном барона Магнуса фон Брауна (1878–1972), восточно-прусского землевладельца и политика консервативного толка, впоследствии занимавшего пост министра продовольствия Веймарской республики и его жены Эмми, урождённой фон Квисторп (1886–1959).
Он учился в школе в Гумбиннене в Восточной Пруссии, а затем во Французской гимназии в Берлине, где сдал экзамен на аттестат зрелости в 1929 году. Затем изучал право и экономику в Берлине и Гамбурге, проходил стажировку в одном из гамбургских банков. По окончании стажировки, в 1933–1934 гг. Браун провёл год в Университете Цинциннати в США по стипендии Германской службы академических обменов, изучая юриспруденцию. После завершения обучения, несмотря на ограниченные финансы, самостоятельно совершил кругосветное путешествие из Калифорнии через Тихий океан, посетив в том числе Китай, Японию, Маньчжурию, Корею, Индокитай и Индию. Во время этого плавания, чтобы заработать, ему приходилось быть то юнгой, то корабельным посудомойщиком.
В 1936 году он поступил на дипломатическую службу в качестве атташе в Министерстве иностранных дел Германии. С апреля 1937 года — личный референт посла Германии в Париже Йоханнеса фон Вельчека, но уже в сентябре был переведён в Аддис-Абебу из-за разногласий с Бальдуром фон Ширахом. 1 октября 1939 года вступил в НСДАП. В 1943–1946 годах — секретарь дипломатической миссии в посольстве при Святом Престоле в Риме.
После войны успешно прошёл процедуру денацификации, в ходе которой был отнесён к категории «Невиновные лица». После интернирования в Германию он некоторое время работал в частном секторе, потом в качестве помощника защиты на Нюрнбергских процессах, в частности в деле Вильгельмштрассе против Эрнста фон Вайцзеккера. После был гражданским служащим земли Рейнланд-Пфальц.
В 1954 году фон Браун возвращается на дипломатическую службу теперь уже Федеративной Республики Германия в качестве руководителя протокола Министерства иностранных дел, а в 1956 году вступает в СвДП. В 1958–1962 гг. — советник посольства в Лондоне, с 1962 по 1968 год — постоянный представитель Германии при ООН в Нью-Йорке. В 1970–1972 гг. являлся статс-секретарём министерства иностранных дел ФРГ. С 1968 по 1970 и с 1972 по 1976 год — посол ФРГ во Франции.
Скончался 13 июля 1998 года в Бонне в возрасте 87 лет.

## Личная жизнь
Сигизмунд фон Браун женился в 1940 году в Аддис-Абебе на Хильдегард Бек-Маргис (Hildegard Beck-Margis; 1915–2001). У пары было пятеро детей: Карола (род. 1942), политик, Кристина (род. 1944), культуролог, Кристоф (род. 1945), Корнелия (род. 1952) и Клаудия (род. 1954).

## Награды
- Большой золотой Почётный знак «За заслуги перед Австрийской Республикой» со звездой (1962)[5].